# Zesdaagse van Burnaby
De Zesdaagse van Burnaby is een wielerwedstrijd die in 2006 voor het eerst verreden werd in de Canadese stad Burnaby. Ook in 2007 en 2008 werd deze wedstrijd gehouden.
De Canadezen Zachary Bell en Svein Tuft zijn met hun 2 overwinningen in 2007 en 2008 recordhouder

## Lijst van winnaars
| jaar | koppel                        |
| ---- | ----------------------------- |
| 2008 | Zachary Bell en Svein Tuft    |
| 2007 | Zachary Bell en Svein Tuft    |
| 2006 | Marsh Cooper en Cameron Evans |